# آنجلا آرکانجلی
آنجلا آرکانجلی (ایتالیایی: Angela Arcangeli؛ زادهٔ ۱۲ آوریل ۱۹۷۱) بازیکن زن بسکتبال اهل ایتالیا بود.